# バンドBのベスト
『バンドBのベスト』（バンドビーのベスト）は、Base Ball Bearの1枚目のベストアルバム。

## 解説
- ベスト盤としては、2009年1月リリースの『完全版「バンドBについて」』以来4年1ヵ月ぶり、メジャーデビュー後の楽曲を収録したものとしては初のリリースである。
- シングル『PERFECT BLUE』と同時発売。『PERFECT BLUE』のPVと連動しており、同曲と本作に収録されている22曲を表現したシーンが23個登場する。また、リリースに合わせ、コピーライター・嵐田光が手がけたポスターが渋谷駅のホームに掲出された。PVと同様、本田翼がモデルとなった。ポスターに書かれていたキャッチコピーは「君の数だけ、歌がある。」[2]。
- 全曲リマスタリングをおこなっている。
- 初回生産限定盤のみ豪華スペシャルパッケージ6大特典付き仕様となっている。
- ボーナストラックとして、ビデオクリップ集『映像版「バンドBについて」第一巻』のエンドロールに使用された「若者のゆくえ（Original Version）」を収録。オリジナルバージョンは、今作が初収録となる。
- 2013年4月、Base Ball Bearの所属しているレコード会社であるEMIミュージック・ジャパンがユニバーサルミュージックに吸収合併されたため、今作が、EMIミュージック・ジャパン名義でリリースされた最後のBase Ball Bearの作品となる。
- オリコンチャートの2013年2月25日付週間CDアルバムランキングでは、1万1,375枚を売り上げ6位にランクインした。
- 結成15年&デビュー10周年に伴い、今作のリニューアル版となる『増補改訂完全版「バンドBのベスト」』が2016年9月28日に発売となった。
- 小出がスタッフに提案し、本作リリースに至った[3]。小出はアルバム『新呼吸』で1つの大きなタームをやりきったと感じており、同作をリリースしたタイミングで出したいと思っていたが、スタッフにも誰にも言われず、さらにミニアルバム『初恋』を出したタイミングでもベスト盤のリリースを持ちかけられることはなかった。2013年はシングル『PERFECT BLUE』のリリースが先に決まっており、もうひとつ何かないかと考え、小出自ら「ベストどうですか」と提案した。ディレクターはベスト盤という企画が好きではなく、小出も同じだと思われていたため、提案を聞いたディレクターは「その発想はなかった」と驚いたという。

## 収録曲
- 全作詞・作曲：小出祐介、全編曲：Base Ball Bear（特記以外）

### DISC-1
1. CRAZY FOR YOUの季節
  - イントロデューシング・アルバム『バンドBについて』収録曲
  - 1stアルバム『C』には、アルバムバージョンとして収録されている。
2. GIRL FRIEND
  - 1stミニアルバム『GIRL FRIEND』収録曲
3. ELECTRIC SUMMER
  - 1stシングル曲
4. STAND BY ME
  - 2ndシングル曲
5. 祭りのあと
  - 1stアルバム『C』収録曲
6. 抱きしめたい（編曲：Base Ball Bear/玉井健二）
  - 3rdシングル曲
7. ドラマチック（編曲：Base Ball Bear/玉井健二）
  - 4thシングル曲
8. 真夏の条件（編曲：Base Ball Bear/玉井健二）
  - 5thシングル曲
9. 愛してる（編曲：Base Ball Bear/玉井健二）
  - 6thシングル曲
10. 17才（編曲：Base Ball Bear/玉井健二）
  - 2ndアルバム『十七歳』収録曲
11. changes（編曲：Base Ball Bear/玉井健二）
  - 7thシングル曲
  - アルバム『(WHAT IS THE)LOVE & POP?』にはアルバムバージョンでの収録だったため、シングルバージョンとしてはアルバム初収録である。

### DISC-2
1. LOVE MATHEMATICS（編曲：Base Ball Bear/玉井健二）
  - 8thシングル曲
2. 神々LOOKS YOU（編曲：Base Ball Bear/玉井健二）
  - 9thシングル曲
3. BREEEEZE GIRL（編曲：Base Ball Bear/玉井健二）
  - 10thシングル曲
4. Stairway Generation（編曲：Base Ball Bear/玉井健二）
  - 11thシングル曲
5. kimino-me
  - 3.5thアルバム『CYPRESS GIRLS』収録曲
  - サカナクション山口一郎とのコラボ曲。
6. クチビル・ディテクティヴ（作詞：小出祐介/呂布）
  - 3.5thアルバム『DETECTIVE BOYS』収録曲
  - acco（チャットモンチー福岡晃子）と呂布（元ズットズレテルズ、現KANDYTOWNメンバー）とのコラボ曲。
7. yoakemae（hontou_no_yoakemae ver.）
  - 12thシングル曲のアルバムバージョン
  - 4.0thアルバム『新呼吸』収録曲
8. short hair
  - 13thシングル曲
9. Tabibito In The Dark
  - 14thシングル曲
10. 初恋（編曲：Base Ball Bear/玉井健二）
  - 2ndミニアルバム『初恋』収録曲
11. 若者のゆくえ（Original Version）
  - ボーナストラック
  - ビデオクリップ集『映像版「バンドBについて」第一巻』のエンドロールに使用されている曲。
  - 8thシングル『LOVE MATHEMATICS』に別バージョン(弦楽グラデュエーションver.)が収録されている。